# Поленовы
Поленовы — дворянский род, восходящий к первой четверти XVII века.
Наиболее известным представителем рода является художник Василий Поленов (1844—1927).
Род Поленовых внесён в VI часть родословных книг губерний Санкт-Петербургской, Костромской и Ярославской.

## Древо
- Поленов, Яков Кондратьевич — отставной солдат лейб-гвардии Преображенского полка +  ? 
  - Поленов, Алексей Яковлевич (1738—1816) — законовед + ?
    -  Поленов, Василий Алексеевич (1776—1851) — законовед + Мария Андреевна Хонева
      - Поленов, Алексей Васильевич (1804—1868) — инженер-полковник, служил по железнодорожному ведомству +  Софья Львовна Левицкая (двоюродная сестра А. И. Герцена) 
        - Поленов, Лев Алексеевич (1842—1887) — один из первых выборных мировых судей Москвы +  ? 
          - Поленов, Андрей Львович (1871—1947) — нейрохирург
            - Поленов, Лев Андреевич (1894—1958) — командир крейсера «Аврора» с ноября 1922 г. по январь 1928 г.
              - Поленов, Андрей Львович (1925—1996) — физиолог, член-корреспондент РАН.
                - Поленова, Ольга Андреевна (род. 1955) - жена Ивана Толстого.

              - Поленов, Лев Львович (1930—1999) — окончил ВВМУ им. Фрунзе (1953, КБФ — штурман, капитан 1 ранга, ст. научный сотрудник музея-усадьбы Поленово, Санкт-Петербург).

      - Поленов, Дмитрий Васильевич (1806—1878) — археолог, библиограф + Мария Алексеевна Воейкова — автор книги «Лето в Царском Селе», занималась живописью
        - Хрущова, Вера Дмитриевна (1844—1881)[2]
        -  Поленова, Елена Дмитриевна (1850—1898) — художница
        - Поленов Алексей Дмитриевич — гласный орловского губернаторского земства, юрист и экономист, статский советник, владелец конного завода и усадьбы в сельце Алексеевское, где в Воейкове и у Ветчинина было 542 десятины земли + Фаина Александровна Ольхина — дочь генерал-лейтенанта А. А. Ольхина, внучка известного фабриканта А. В. Ольхина, миллионерщика.
        - Поленов, Василий Дмитриевич + Наталья Васильевна Якунчикова (дочь Василия Якунчикова, сестра художницы Марии Якунчиковой)
          - Поленов Федя (1884—1886)
          - Поленова-Ляпина, Мария Васильевна (1891—1976) (2 брака) . С 1924 — в эмиграции
            - Марина Владимировна (1914 — ?) (отец Владимир Эмильевич Мориц, филолог и искусствовед)
            - Александр Александрович Ляпин (Шишок) — Франция (11.06.1927 — 2011) (отец Александр Николаевич Ляпин)

          - Наталья Васильевна (младшая) (1898—1964)
          - Сахарова-Поленова, Екатерина Васильевна (1887—1980) + Сахаров, Николай Алексеевич (1893—1982)
            - Сын — Алексей Николаевич (1928—2000)

          - Поленова, Ольга Васильевна (1894—1973)
          - Поленов, Дмитрий Васильевич (1886—1967) — морской офицер + Анна Павловна (в первом браке — княгиня Вачнадзе)
            - Поленов, Фёдор Дмитриевич (1929—2000) + Лобанова, Ирина Николаевна
              - Поленов, Лев Фёдорович+ Золотова, Елена Михайловна
                - Поленова, Анна Львовна
                - Поленов, Иван Львович

            - Поленов, Фёдор Дмитриевич (1929—2000) + Наталья Николаевна Грамолина (1940—2020) — главный хранитель музея Поленово
              - Наталья Фёдоровна (р.1975)
                - Наталья Ермакова
                - Василий Ермаков

      - Поленов, Матвей Васильевич (1823—1882) — русский юрист, сенатор, один из видных реформаторов судебной системы в Российской империи.

## Известные представители
- Поленов Алексей Петрович — письменный голова, воевода в Таре (1601).
- Поленов Алексей — воевода в Яренске (1615—1616).
- Поленов Василий Петрович — стряпчий (1636—1640).
- Поленов Никифор Алексеевич — московский дворянин (1636—1668)[3].
- Поленовы: Фёдор и Никита Петровичи — стряпчие (1668—1676).
- Поленов Федор Петрович — воевода в Тобольске (1676—1678).
- Поленов Василий Андреевич — стольник, воевода в Тотьме (1680—1682).
- Поленовы: Михаил и Иван Никифоровичи, Авдей и Андрей Петровичи — московские дворяне (1667—1677).
- Поленов Иван Андреевич — стольник (1688—1692)[4][5].